# Batalla de Samar
La batalla de Sámar es la acción central de la batalla del golfo de Leyte, que fue una de las mayores batallas navales de la historia. Se trata de la única batalla de importancia para la cual los estadounidenses no estaban lo suficientemente preparados contra las fuerzas opuestas. Ha sido citada por los historiadores como uno de los mayores errores militares en la historia naval. Tuvo lugar en el mar de Filipinas frente a la isla de Sámar (cerca de la isla de Leyte en Filipinas) el 25 de octubre de 1944.

## Historia
Luego de la Batalla del Mar de Sibuyan y de la Batalla del estrecho de Surigao donde la Fuerza Sur nipona había sido diezmada, el almirante William F. Halsey , creyendo que la armada japonesa se estaba retirando, decidió movilizar el grueso de su poderosa Tercera Flota, en persecución de la fuerza de distracción, compuesta por portaaviones (con poco o ningún material aéreo) y varios buques de apoyo (acorazados y destructores), estaba siendo engañado sin que se diera cuenta. 
Para proteger a los soldados apostados en las playas de Leyte se había dejado únicamente a tres grupos de destructores y destructores de escolta de la Séptima Flota de los Estados Unidos, de los cuales uno de ellos se encontró con una poderosa fuerza japonesa de superficie, compuesta por acorazados, cruceros y destructores. Carente de los buques blindados, ni armas adecuadas para repeler el ataque con excepción de torpedos, el comandante de la Unidad de Tareas 77.4.3 ("Taffy 3") almirante Clifton Sprage ideó una defensa improvisada, formando un círculo defensivo de tres destructores y cuatro destructores de escolta para atacar con cañones de 13 centímetros y torpedos, y a su vez brindando protección a los portaaviones, los cuales desplegaron sus aviones para atacar con bombas y cargas de profundidad a la flota japonesa. Mientras que la Fuerza Central, al mando del almirante Takeo Kurita, al creer que estaba atacando a la Tercera Flota del almirante Halsey, se apresura a intensificar el ataque, descartando la ventaja táctica y de materiales que poseía frente a los barcos estadounidenses. Los destructores aliados, a pesar de haber sufrido grandes pérdidas durante tres largas horas de intenso combate, lograron frenar el ataque de la flota imperial, por su parte el almirante Kurita, por motivos no muy claros ordena a la fuerza central regresar a Japón.

## Desenlace
Esta batalla fue el preludio del desenlace de un plan organizado por el Imperio de Japón llamado Sho Go (Victoria), que tenía como objetivo destruir las fuerzas de ocupación del general Douglas MacArthur con el armamento pesado de sus buques de guerra.

## Información
- En esta batalla fue hundido el destructor de escolta USS Samuel B. Roberts (DE-413), encontrado el 25 de junio de 2022 a 6,895 metros de profundidad y catalogado como el naufragio más profundo jamás explorado.